# ガンプラ
ガンプラは、「ガンダムのプラモデル」の略称。

ガンプラのロゴ

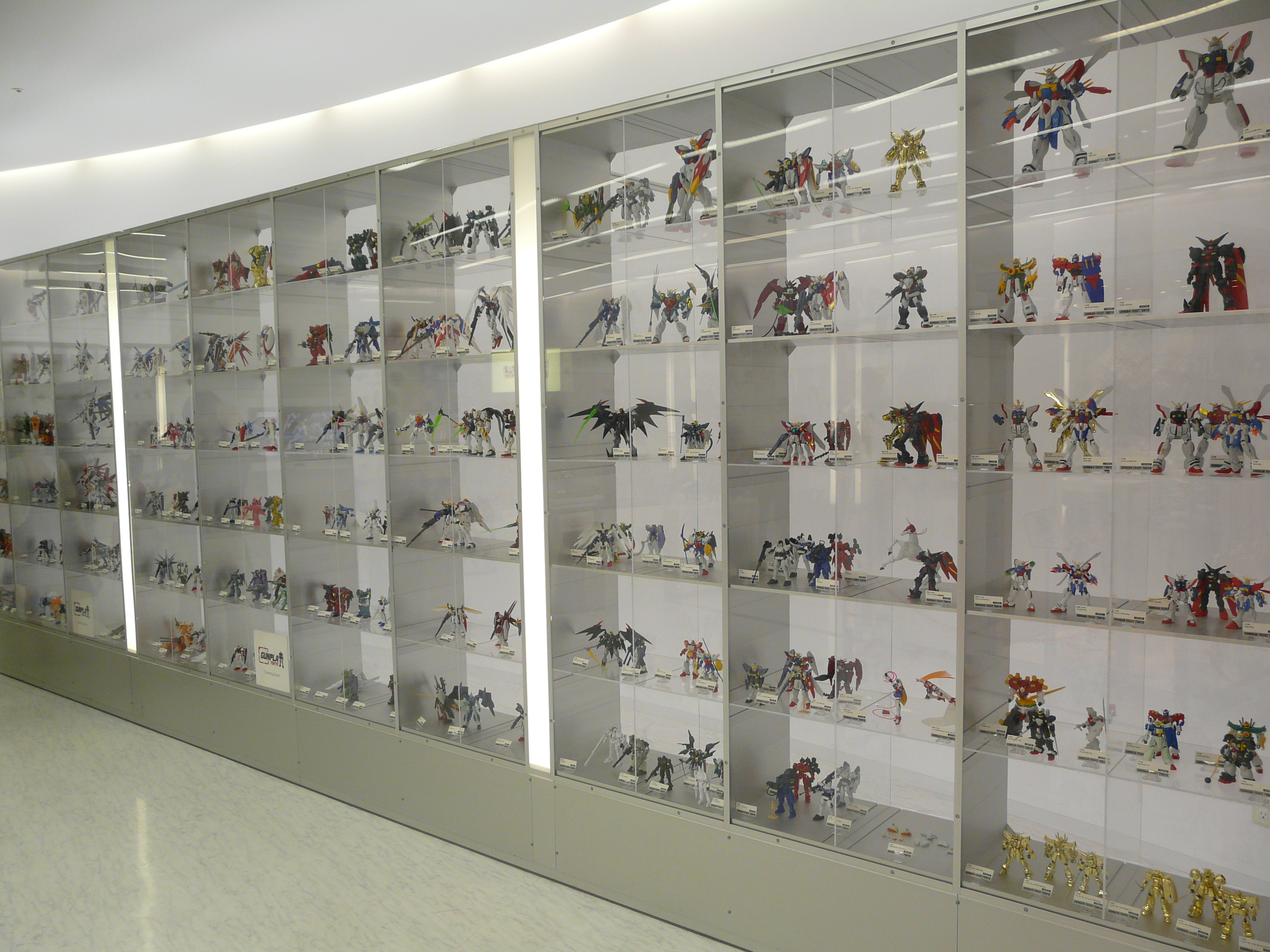
ダイバーシティ東京プラザ内ガンダムフロント東京の「ガンプラTOKYO」にて展示されていたガンプラの完成品

「ガンダム」とはアニメ作品『機動戦士ガンダム』劇中に登場したモビルスーツ（ロボット）である「ガンダム」のことだが、「ガンプラ」という名称を広義に用いる場合は単にガンダム一体だけを指すのではなく、「ガンダムシリーズ」全体に登場する他のモビルスーツやモビルアーマー等と呼ばれる機動兵器、および艦船など、商品としてプラモデル化されているもの全ての総称として用いられる。世界に多くのガンプラファンがいる。

## 概要
ガンプラの製造・発売元は、作品制作元のバンダイナムコフィルムワークス（サンライズ）と同じバンダイナムコグループの企業であるBANDAI SPIRITS（2018年4月1日付でバンダイのホビー事業部を吸収分割により譲受）で、「ガンプラ」という言葉自体は、ガンダムシリーズの版権管理を手がける創通の登録商標になっている。ガンプラは日本のプラモデル史上最大のヒットで、バンダイを模型業界のトップに押し上げた原動力となった。
なお、組み立て式プラモデルではないハイコンプロシリーズが「完成済みガンプラ」として宣伝されるなど、厳密な区別はされていない。BANDAI SPIRITSが販売するガンダムの模型製品には、金属部品を併用し、「フィギュア」と分類・呼称され、消費税込みの価格が10万円を超えるものもある。   
キャラクターモデルとしては異例なほど長期シリーズとなったガンプラは時代ごとの要請を取り入れ、本編劇中に未登場の機体の開発（ジャブロー攻略用水中用MS群・MSV・MS-X・ビルドシリーズ、等）・色プラ（多色成型）・システムインジェクション・ポリキャップやABS樹脂やKPS（強化ポリスチレン）樹脂といった新素材の採用、接着剤不要のスナップキットの登場、内部フレームの再現、関節の可動範囲の拡大、ガンプラ改造作例から次回設計へのフィードバック、メカニカルデザイナーによるアニメ設定画稿のリデザイン（再解釈）、3D CADの採用、等で、現在では組み立てるだけでアニメ劇中や設定に近い色分けや作中のポーズに出来る事は当たり前となっている。
ガンプラは、1980年7月の「1/144 ガンダム」販売開始から起算して、2019年4月までに2000種類以上、累計5億個を出荷している。パッケージを5億個並べると地球4周分、積み重ねると約16万kmの高さになるという。近年は日本のみならず世界中で販売されており、2014年度単年度では総出荷数1100万個のうち約3割に当たる330万個を海外に出荷した。特に人気が高いのはアジア地域で、韓国には2014年度の海外総出荷数の約3割に当たる100万個を出荷している。また、元々日本の漫画文化が浸透していた台湾や中国などでも、日本とそれほど変わらない感覚でガンプラが受け入れられている。欧米ではファーストガンダムより、平成ガンダムシリーズに分類される『機動武闘伝Gガンダム』や『新機動戦記ガンダムW』など、近年では『機動戦士ガンダムSEED』『機動戦士ガンダム00』の人気が高いことから、それらを中心としたガンプラが販売されている。また、三国志演義をベースとしたSDガンダム『BB戦士三国伝』は、三国志になじみ深いアジアのほか、アメリカなどの市場で人気がある。価格については輸出のコストや関税の関係から、日本での販売価格より基本的に高い。海外重要の高まりを受け、HGUCではNo.201のストライクフリーダムガンダム以降、パッケージや組み立て説明書に英文の併記、CEマークや各種ピクトグラムの記載といった輸出対応が行われた。
ガンプラブーム後も後続の作品群・ガンダムシリーズの展開に合わせて数多くのキットが発売され、旧作のキットも再生産や、HGUC（ハイグレード・ユニバーサルセンチュリー）へのモデルチェンジが行われている。1990年代中頃よりMG（マスターグレード）、パーフェクトグレード(PG)、リアルグレード(RG)といった高級モデルも展開された。模型店、玩具店以外にも家電量販店など販売場所も増えている。
2000年代に入るとプラスチック原料の原油価格高騰の影響で価格は上昇傾向にあり、2008年2月27日には、検討中という形で、MGとHGUCの定価を5月頃から現在よりも10パーセントから20パーセントほど引き上げるとバンダイが公表していた。これは全商品を一気に上げるのではなく、再発売時にそのモデルから値上げという形を取るものとしている。ガンダム00シリーズに関しては、最初からその価格上昇分を見越した価格設定だとされている。バンダイ広報部は「新たなパーツやブックレットを付けるなど、付加価値のある商品仕様に変更して、価格を改定する」としている。2008年9月に再版の「SDガンダムちーびー戦士」シリーズは、全商品が初版よりも100円から200円上乗せされた価格で販売された。ただし、2015年4月時点において、他の発売済ガンプラの価格変動は生じていない。
ガンプラブーム後も販売は継続され、その人気の根強さはバンダイに「男の子のサンリオ的な商品としてガンダムを育てあげたい」という方針を取らせた。
ガンダムシリーズの新作製作やリメイク、メディアミックス展開が2018年時点でも続いていることもあり、ガンプラは根強い人気を保っている。この人気をうけ、2017年8月19日にはガンプラの総合施設「THE GUNDAM BASE TOKYO」が日本でもダイバーシティ東京プラザに作られ、ガンプラファンたちに好評を博している。

## 歴史

### 『機動戦士ガンダム』放送
『機動戦士ガンダム』は放送終了間際になって人気が過熱した作品で、再放送にて人気に火が付いた形となった作品である。
テレビ放送時のスポンサーはバンダイではなく、玩具メーカーのクローバー社であり、ガンダム関連商品の販売を手掛けていた。だが、それらは従来通りの児童向け合体玩具などであり、当時のロボットアニメのキャラクタービジネスとしては当たり前のものであったが、ガンダムのファン層と対象購買層が若干乖離していた。一方、当時のバンダイは『宇宙戦艦ヤマト』のプラモデルの販売を手掛けていたが、『ヤマト』のファン層が従来よりも高年齢層であり、それまでのおもちゃ的商品よりも『ヤマト』に登場した艦艇のスケールモデルの人気が高いことを把握していた。これはそれまでのキャラクターもののプラモデルとは異なる構図であり、今回の『ガンダム』にも状況が似ていた。遂にはバンダイに「ガンダムのプラモデルを」との要望が多く寄せられることとなった。

### ガンプラ販売前夜
ガンプラが販売される前から、模型ファンによるフルスクラッチモデルの制作などが行われており、モデラーの岩瀬昭人が制作したフルスクラッチビルド（完全自作）「ザク」は模型店に参考品として展示されていたものを模型雑誌『ホビージャパン』がいち早く紹介した。これを切っ掛けに同誌のモデラーたちがガンダムをテーマとした作品を投稿するようになり、人気が過熱していった（後述）。
また、テレビ版のスポンサーであるクローバーが製造し、ガチャガチャで販売されていた「ガンダムの消しゴム」（後のガシャポン戦士シリーズとは別）、通称「ガン消し」も、モデラーやファンたちの手によってジオラマ制作などに用いられた。この「ガン消し」を用いたミニジオラマは『ホビージャパン』別冊『How to build Gundam』にも、モノクロ写真が掲載されていた。「ガン消し」は塩化ビニールフィギュア製なので、ベンジンに漬けると可塑剤が抜けて硬くなるため、これに塗装や針金を通した改造などを行うことができた。ちなみに「ガン消し」はテレビ放送中から販売が開始され、第1弾から第6弾まで販売された。シリーズを追うごとに造形やクオリティは向上していったものの、当時はブックレット等が付属しなかったため、詳細は不明な部分が多かったという。
後のガンプラと同様に、登場したモビルスーツやモビルアーマー、船舶、陸戦艇、バギー、キャラクター等が出尽くした第6弾では、ガンダムの初期企画案から「ガンボイ」や「後のガンタンク」、MSV（モビルスーツバリエーション）より「ザクキャノン」「ザク・デザートタイプ」までも販売されていた。クローバー倒産後はバンダイが金型を引き継いで販売を継続していたが、「SDガンダム」の販売が開始されるとその役目を終えた。

### 開発
1979年12月、バンダイは『機動戦士ガンダム』のプラモデル商品化権を取得し、同時に設計・開発がスタートする。低視聴率による打ち切り決定後、人気が盛り上がっていくことを実感し、売れると信じての商品化権の取得ではあった。だが、キャラクターモデルとしては人気が旬である間にできる限り早く商品化する必要もあり、マーケットリサーチに十分な時間をかけている余裕はなかった。
当時のキャラクターモデルのラインナップは300円と700円の2シリーズで展開されることがパターンとなっていたため、ガンダムに関しても従来通り価格帯を300円と700円にすることになった。商品化第一弾は発売価格300円のガンダムのプラモデルと決まる。開発・設計責任者の松本悟は、その設計センスを高く評価していた村松正敏にメイン設計を任せようと決めていたという。一方の村松も「自分にやらせて欲しい」と申し出ていた。なお、「1/144スケール」とならなかったのは、設計がスタートした時点で、会社の開発方針として、明確なスケール設定が無かったためである。1980年当時のバンダイ模型のカタログには、ガンダムのプラモデルの発売の告知とともにサイズは「大」「小」の2種の表記がある。加えて『宇宙戦艦ヤマト』の影響から、当初から（同じ宇宙艦艇である）ホワイトベースやムサイがラインナップされている。
村松は「前面と側面の2面図しかなく、図面にすると正面図と側面図とで位置が合わない部分があり、つじつまを合わせるのに苦労した」と当時を振り返っている。また、「特に大変だったのは足首だった」と語る。これはハメ合わせが固いと動かなくなり、緩いと直立させた時にグラグラするので、ある程度の硬さが必要とされたためである。村松は「金型屋さんには苦労を掛けた」とも振り返る。両足の角度についても、外側に3度開いている。無論、両足を真っ直ぐに揃えてしまえば設計としては簡単ではあったが、足を開いていると踏ん張っているように見える。つまり、キャラクターモデルとしてのカッコよさ、見栄えが良いことからの採用となった。また、それまでの戦車や車の模型作りで、出来るだけ面を平らにせず丸みをつけることで安っぽく見えないと把握していたため、300円ガンダムにもこれが取り入れられた。これにより、腕やもものパーツは表面に丸みを帯びたものとなった。成形色に関してもテレビ画面では白く見えるものの、セル画では純白ではなくやや竹色がかった白であったため、それを踏襲したものとなった。
設計図面が完成し金型製作が進められていた頃、村松はスケール表記の必要性を感じていた。そこで完成した図面を改めて計測しスケールを算出してみると、ほぼ1/144（144分の1）スケールであることが判明する。村松は設計図面に「1/144」と書き込んだ。加えて松本に「ほんのちょっとだけ違うけど、1/144スケールで行こうよ」と進言したという。
「700円ガンダム」に関しても、明確なスケール設定が無いまま設計が行われたが、1/144ガンダムと同様にスケールを試算したところ、1/97スケールであることが分かった。こちらも誤差の範囲内として「1/100スケール」となった。ただ、スケールモデル的だった1/144ガンダムに比べ、1/100ガンダムはクローバー社のダイカスト製玩具の影響を強く受けていたため、極めて玩具的となっていた。全体のプロポーションは良好であったものの、コア・ファイターが剥き出しの胴体、脚部付け根が固定、肩に設定にはないミサイルランチャーが付き、バネによってミサイルが飛ぶというギミックが組み込まれていた。1/100ガンダムはテストショットが上がると同時に、大幅な金型改修が施されることになる。剥き出しのコア・ファイターは諦めざるを得なかったが、「ハイパーバズーカ」の追加をはじめ、肩のミサイルランチャーは手持ちの武装になった。

### 販売開始
「電子戦隊デンジマン」等他の作品も含めて300円、400円でシリーズ化されていた「ベストメカコレクション」の第4弾として、『機動戦士ガンダム』の初回テレビ放送終了から6か月後の1980年7月19日に「1/144 ガンダム」の販売を開始した。これが初の「ガンプラ」となった。1/144スケールで1個300円と、男児向け玩具としては超合金シリーズ等と比べて低価格であった。なお、「1/100ガンダム」も同じく7月発売であるが、同時発売ではない。ボックスアート（箱絵）に関しても、モビルスーツのほかにパイロットが描かれるという異例のものとなった。それまでは「お約束」として、キットに付属しないものは描かないというのが通例だった。「箱絵に描かれているのに、キットに付属しないのはなぜか？」とのクレームや誤解・混乱を配慮してのことであったが、これはガンプラのキャラクター性を高めるのに役立った。1/144スケールでは「量産型ゲルググ」や「ドダイYS」などの一部を除いて、多くのキットの箱絵にパイロットが描かれた。やがてガンプラの知名度の上昇や、箱絵のイメージイラストとしての雰囲気を前面に押し出す形となったことで、1982年6月発売の「1/250・1/550ザクレロ」を最後に収束となった。
ガンプラ初の宇宙艦モデルである1/1200スケール「量産型ムサイ」（1980年8月発売）を経て、1/144スケールの第2弾は「シャア専用ザク」と決まり、1980年9月に発売となった。だが、「1/144 ガンダム」での教訓から金型納期の短縮を考慮し、ヒザ関節は可動するものの足首は固定となった。足首が曲がらないことに対して社内で議論にならなかったわけではなかったが、大きな問題とはならなかった。しかし、発売から1年後に漫画『プラモ狂四郎』の作中で、それが弱点として取り上げられるほど、ファンの関心は高かった。ちなみに1/144スケール第3弾となった「改良強化新型グフ」（1980年11月発売）では、ザクと似た形状ながら足首は可動式となった。また、ガンプラの設計担当者たちは、自分の担当するモビルスーツの関節機構やプロポーションの改善に、秘めたるライバル意識をもって競い合っていったという。結果として、ガンプラは新作が発売されていくにつれて関節ギミックが進化し、前後可動から左右にスイングするようになっていった。また、肩関節についても前後へのスライド機能を持たせたことで、マシンガンなどの武器を両手で構えられるようになった。
1/100スケール第2弾は「ドム」（1980年10月発売）となったが、第1弾のガンダムから一転し、余計なギミックを一切排除したものとなった。また、穴の開いた拳に武器を差し込むのではなく、武器と一体化した手首を採用したのは、この「ドム」が初となった。価格は700円ではなく800円で、後述の「アッグシリーズ」を除けばこの「ドム」と「ゴッグ」（1982年3月発売）のみ。
なお、発売済みのガンプラについても改良が加えられていった。たとえば「1/144 ガンダム」は、当初ビームサーベルのパーツが2本しか付属しなかった。これでは背中のランドセルに収納した状態を再現して制作した際、サーベルを切断して短くしなければならず、手に持たせられなくなる。そのため、バンダイのお客様相談センターには「ビームサーベルのパーツを分けて欲しい」という部品請求が急増した。バンダイ側は第3回目の追加生産の際に、ランナー外にビームサーベルを追加で彫刻したという。「1/100ガンダム」についても、初期はシールドの十字マークは水転写シールで表現されていたが、後の追加生産に際して立体モールドに変更された。こういった改善・改修は近年でも見られ、例えばHGUC（ハイグレード・ユニバーサルセンチュリー）第8弾の「ズゴック」は、成形色を変更した第19弾「シャア専用ズゴック」販売に際して、手足の蛇腹関節固定の強化と腰の回転の追加改修（胴体部分のパーツの左右に切り欠きが大きくなった）が行われ、以降「ズゴック」もこの金型が使用されている。
クリスマスシーズンを目前にした1980年12月には、1/144スケール第4弾の「量産型ズゴック」と共に、ガンプラ初の1/60スケールモデルとして「ガンダム」「シャア専用ザク」「量産型ザク」の3種が発売となった。
日本では航空機と船舶の模型は学習教材として扱われた経緯（模型航空教育）から、「組み立てる模型」の流通は文房具の問屋が担当しており、販路は文房具店の他にも雑貨店や駄菓子屋など子供の通学路にあり登下校時に立ち寄れる店舗が含まれていた。この流通経路の広さがガンプラのヒットに繋がったという指摘がある。

### ガンプラブーム
最初は同時期の子供向けロボットプラモデルの中では、特に目立つ商品では無かったが、1981年2月ごろから急に売れ出したという。
要因としては、テレビ再放送によるファン層の拡大、1980年10月に劇場版の製作が発表され、その公開が3月に迫っていたこと、モデラーがミリタリーモデル（実在の兵器のモデル）の発想で改造を施した作例が、模型雑誌『ホビージャパン』別冊の『How to build Gundam』に発表されたことなどから、小中学生を中心にブームが起こった。これに300円という低価格帯と、如何に綺麗に塗装・仕上げができるかという競争心、「アニメは幼児のもの」というイメージの払拭も重なった。1981年に創刊された講談社の『コミックボンボン』はガンプラを前面に押し出した誌面構成を行い、ガンプラとは無関係な小学館の『てれびくん』も、一時期ガンプラ特集を掲載していた時期があった。
市場の需要に対して供給が間に合わず、中小の小売店でガンプラの慢性的な品切れ状態が続いた。そんな中にあった1982年1月24日には、千葉県のダイエー新松戸店でガンプラを購入しようと開店と同時にエスカレーターに殺到した小中学生250人による将棋倒し事故が発生する。十数名が負傷し、そのうち4名が重傷を負った大事件として、翌日の新聞の社会面に大きく取り上げられることになる。また、ガンプラの人気を表すとともに、ガンダムを知らない人々にもその名を知らしめるきっかけとなった。
この事件に対し、「品薄感により購買意欲をあおる」ことの是非を問う論調が新聞各紙で見られた。確かに、ブーム以前はなかなか手に入らない生産数にして子供たちの購買欲を大きくすることも、戦略的に考えられていたという。だが、実際には需要は既に工場が受発注できる限界を遥かに超えていた。工場は人員も金型も24時間フル稼働の状態で、事故が起こる前月の12月には月産400万個を製造していたが、それでも需要には全く追い付かない状況だった。ただ、金型については増設を行わず一つの金型で生産が行われていたことも事実であった。当時の金型は基本的には木型から作り、最後は職人による微調整・仕上げを行っており、厳密には同じ金型を作ることはできなかった。この違いを嫌って金型の増設を行わなかったとされる。他にも、金型の増設は縁起が悪い、などという話もあるとされる。結果として一つしかない旧キット1/144ガンダムの金型は、当初想定されていた約14倍、約700万個以上のプラモデルを製造したという。
一方で品薄による他の商品とガンプラの抱き合わせ販売、ガンプラを購入できた子供からの「ガンプラ狩り」、出荷前の工場に直接出向いて直談判、さらには工場に忍び込む者まで現れたという。また、都銀下位行のある支店では、定期預金者の子供にガンプラを配布して好調な成果を収めた。
ブームによる模型人口の増加も加わって、1981年のプラスチック模型全体の売り上げが前年比1.5倍の約550億円（小売価格）に膨らんだ。ただ、「アニメ主体なので、一旦人気がなくなると急に衰える」との見立てから、1982年1月のいわゆる「お年玉効果」後も売れ続けるとの見方は少数だとされた。だが、それ以降もガンプラは新製品が発売され続け、登場した兵器のほぼ全てを商品化した後はアッグシリーズのような本編未登場モビルスーツのキット化を経て、「モビルスーツバリエーション (MSV)」へと繋がっていく。これらの一部は、後に製作された『機動戦士Ζガンダム』『機動戦士ガンダムΖΖ』に追登場した他、ガンダム以外のサンライズ作品（『戦闘メカ ザブングル』『聖戦士ダンバイン』『銀河漂流バイファム』『重戦機エルガイム』『蒼き流星SPTレイズナー』『機甲戦記ドラグナー』『太陽の牙ダグラム』『装甲騎兵ボトムズ』）等のメカや兵器もキット化された。
ガンプラの品薄状態に便乗して、名前やパッケージを似せた類似商品（「ザ★アニメージ」「モビルフォース ガンガル」等）やガンプラに対抗するアニメを題材にしたシリーズ（「アニメスケールシリーズ」「伝説巨神イデオンシリーズ」「魔境伝説アクロバンチシリーズ」「超時空要塞マクロスシリーズ」「Dr.スランプ アラレちゃん1/144 M.Sリブギゴ 」等）も出回った。

### ブーム後のガンプラ
1980年代中盤にはブームは沈静化する。バンダイ模型はバンダイホビー部として新体制になったばかりであり、役員からも「ブームは終わったのだから、次の企画を」との声もあったが、前述の「モビルスーツバリエーション (MSV)」などの派生商品を展開していった。さらにサンライズと組んで新しいロボットものを作っていく方針を取ることとなり、1985年には『機動戦士Ζガンダム』のメインスポンサーとして新作ガンプラを展開していった。『Ζ』以降も製品の開発・生産技術を高め、イメージの再現性を上げていった。これは1990年にガンプラ10周年を記念して発売されたHG（ハイグレード）シリーズへとたどり着く。

## 年表
- 1969年 ‐ 静岡市清水区西久保の模型会社「今井科学」（1959年設立）が倒産し、バンダイが工場を引き継ぎ模型事業に本格参入[42]
- 1971年 ‐ 当地にバンダイの子会社「バンダイ模型」の本社が置かれる[42]
- 1979年4月 ‐ 「機動戦士ガンダム」アニメ放映開始し、バンダイ模型に模型希望の投書が相次ぐ[43]
- 1979年12月 ‐ バンダイ模型、アニメ制作会社などからガンダムの模型化の権利を取得[43]
- 1980年1月 ‐ アニメ打ち切り[43]
- 1980年7月 ‐ バンダイ模型よりガンプラ発売開始[43]。初代ガンプラ（144分の1）は全高12・5センチで、白一色のパーツ数は48点、値段は300円[42]。
- 2006年 ‐ 工場閉鎖、生産拠点は静岡市葵区長沼の「バンダイホビーセンター」に移る[42]
- 2014年ごろ ‐ 海外販売本格化[44]
- 2020年5月 ‐ 発売40周年。累計出荷数7億個（4500種類）突破[44]。

## ガンプラの種類

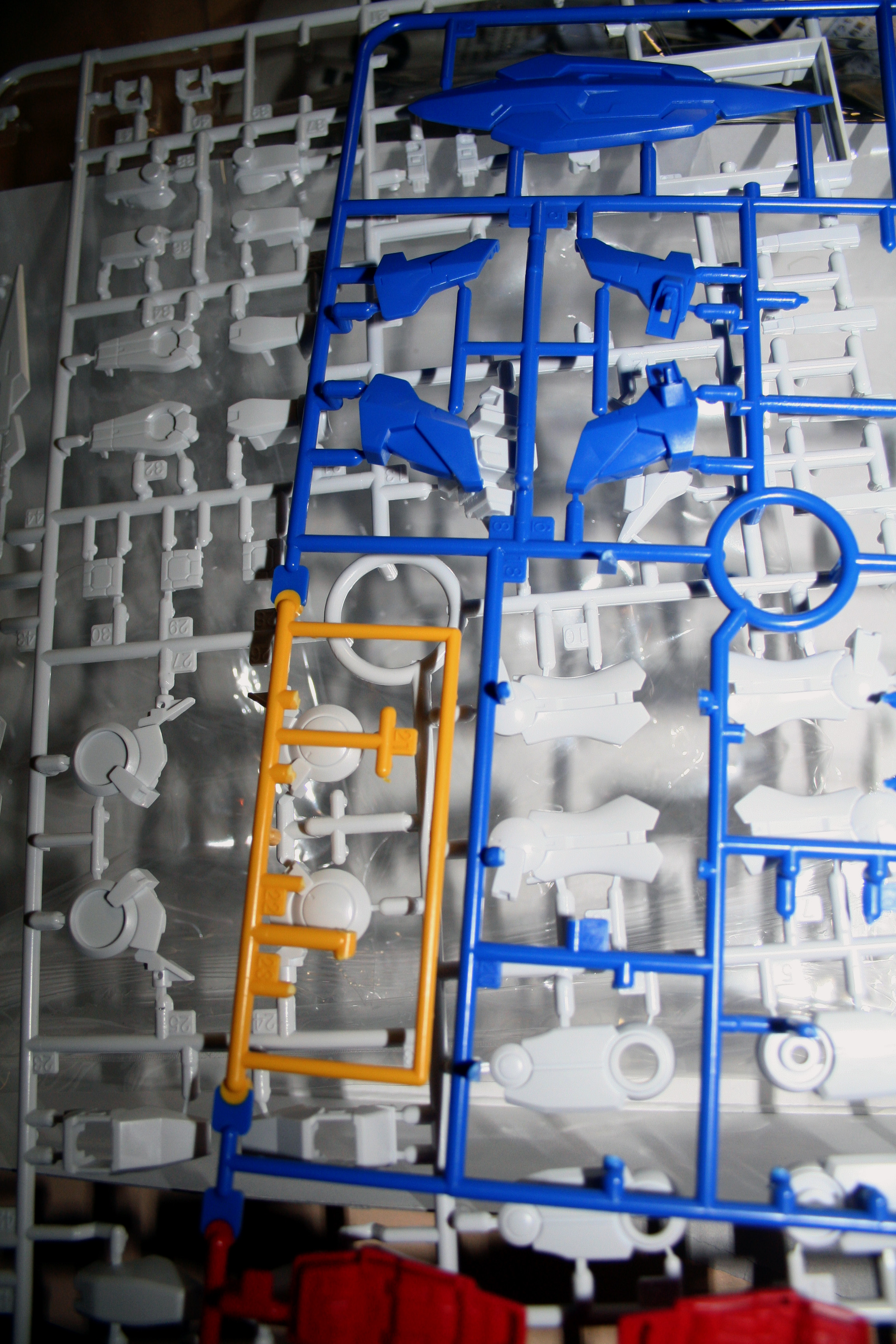
多色成形（色プラ）が採用されたランナー

通常プラモデルはプラスチック用接着剤でパーツを接着し塗料で塗装して組み立てるが、ガンプラでは1988年以降、基本的に接着や塗装をせずに組み立てても設定色に彩られた完成イメージになるよう設計されている。接着剤を用いずに組み立てられる「スナップフィット」や、色分け済みパーツ「いろプラ」などの採用で、プラモデルの組み立てに慣れていないユーザーや若年層への浸透を図り、古くからのファンにはマスターグレード（MG）等の高価格帯の製品を用意する販売戦略をとっている。高価格帯モデルにもスナップフィットは採用されており、接着剤や塗料などを利用してより高度な仕上げを行うことも可能。『逆襲のシャア』以降のシリーズでは関節の一部にビスを使って固定する方式が採用された。塗装用として、各キットごとに必要な調色を施した「ガンダムカラー」や、低年齢層・部分塗装向けのペン型「ガンダムマーカー」といった塗料がGSIクレオスより発売されている。
ガンプラの主な縮尺は3つで、設定上の頭頂高が18メートルのRX-78ガンダムの場合、以下のように換算される。
- 1/144 - 約12.5センチメートル
- 1/100 - 約18センチメートル
- 1/600 - 約30センチメートル

前述の通り、最初に登場した1/144の縮尺は、第1弾のガンダムがパッケージに合わせて計算したら偶然にも国際スケールと合致していたため採用されたもの。『機動戦士ガンダム』当時のアニメモデルは、パッケージの大きさに合わせてスケールが前後し統一されていなかったが、スケールの統一はガンプラのヒットの要因の一つとなった。またこれらのサイズの分類にはその後それぞれ、HGUC（ハイグレード・ユニバーサルセンチュリー）、MG（マスターグレード）、PG（パーフェクトグレード）シリーズという高価格バージョンも商品化されることとなった。
架空の存在であるモビルスーツには実物が存在しないため、縮尺またはシリーズごとに部分ごとのデザインの解釈が異なるケースがある。多くの種類のキットが発売されているRX-78-2 ガンダムの場合、通常発売されているキットだけでも下記の種類がある。
1/60
- 旧キット
- PG（パーフェクトグレード）
  - PG UNLEASHED

1/100
- 旧キット
  - MSV（モビルスーツバリエーション）

- MGEX（マスターグレードエクストリーム）
- MG（マスターグレード）
  - Ver1.0、Ver1.5、Ver.Ka、パーフェクトガンダムの素体、Ver.ONE YEAR WAR 0079、Ver2.0、Ver3.0、GUNDAM THE ORIGIN版

1/144
- 旧キット

- MSV - ガンダムフルアーマータイプとパーフェクトガンダムの増加装甲を未装着にしたもの

- HG（ハイグレード）（絶版）
- FG（ファーストグレード）
- HGUC（ハイグレード・ユニバーサルセンチュリー）
  - No.021、-REVIVE-No.191、エコプラ
  - HG Ver.G30th
  - HG 1/144 ガンダム G40（Industrial Design Ver.）
  - HG RX-78-2ガンダム［BEYOND GLOBAL]
  - HG GUNDAM THE ORIGIN版
    - HG 「機動戦士ガンダム ククルス・ドアンの島」版

- RG（リアルグレード）
  - Ver1.0、Ver2.0

- EG RX-78-2 ガンダム

その他
- 旧キット - 1/72メカニックモデル
  - スピードグレードコレクション
  - メガサイズモデル

また、RX-78の場合はMG（マスターグレード）以降のモデルでそれぞれ細部のデザインが異なっている。もともとアニメの作画において、アニメーターはモビルスーツの関節をまるでゴムでできた部品が柔軟に変形するようにデフォルメして描いていた。そのため、モデラーが名シーンのジオラマを作る際には、プラ板やパテなどを用いて関節部をアニメの描写に合わせて改造しポーズの固定を行う。しかしプラモデルを動かして遊ぶ上でそうもいかない場合もあり、まして3DCGを用いたゲームソフトにモビルスーツが登場するようになると、ポリゴンモデル化したモビルスーツが「金属で出来た機械として」自然に動くようにしなければならない。こういった事情によって、RX-78-2 ガンダムなど初期の作品に登場したモビルスーツのデザインには、一体型だった腰パーツが6つに分割される等、大幅なアレンジが施されるようになっている。MGアッガイのように、イラストの中だけであったいわゆる「体育座り」を実現させるために、立った状態を一見しただけではわからない様々な仕掛けを関節部に隠しているものもある。

### 作品別シリーズ
それぞれの番組放送前後に発売されたキット。基本的に作品名を冠したシリーズ名が付けられている。後述の高価格版が発売されるとグレード無し、もしくは無印と呼称されることもあるが、旧キットの場合はこれに該当しない。内容はシリーズにもよるが、テレビシリーズの場合は1/144の普及価格帯のキット（300円から600円前後）と、1/100や1/60といった付加価値を高めたキット（700円から3,000円前後）が発売される。機動戦士Zガンダムのシリーズのみ1/220という特殊なサイズで主役級のメカや敵メカが数点がラインナップされている。小スケールゆえ可動範囲は狭いが、価格は300 - 400円とエントリーモデルとしての位置づけがなされている。OVAシリーズの場合は1/144縮尺のキットのみ発売され、価格帯は500円から1,000円前後。アニメーション作品に登場した機体以外にも、モビルスーツバリエーション (MSV) や『ガンダム・センチネル』シリーズ等、豊富なバリエーションがある。基本的に番組と並行して商品化されるために主人公機がクローズアップされやすく、反面番組終盤に出てきた機体については商品化されない傾向がある。

#### 旧キット
1990年代前半ごろまでに発売され、HG（ハイグレード）やHGUC（ハイグレード・ユニバーサルセンチュリー）等に該当しないものは便宜上旧キットと呼ばれている。1/144と設定されたシリーズはもともと「ベストメカ・コレクション」と冠された当時の特撮番組やロボットアニメに登場したロボットやメカを立体化するバンダイのブランド内で展開されており、ガンダム（いわゆるRX-78-2）はベストメカ・コレクションのNo.4である。300円程度の価格であり、システムインジェクション（いろプラ）技術が導入される前のキットであるため、パーツ分割に設定の色分けがほとんど考慮されていない。3色に色分けされたガンダムの胴体も白単色で成型されていたため、設定色のイメージに近づけるのであれば塗装が必要だった。スナップフィット技術が導入されていない1980年代半ばまでのキットは、組み立てに接着剤を必要とし、平行四辺形の袋に入った接着剤が付属していた。後のHGやMG（マスターグレード）と比べると可動部位が少なく可動範囲も狭い。特に初期の商品では試行錯誤がみられ、1/100ガンダムでは腹部の装甲が無く、股関節と足首が可動しない、1/144ザクは足首が可動しない、肩のスパイクアーマーが一体など、顕著である。これらは初登場以来、四半世紀を経ても再生産が重ねられている。MSV（モビルスーツバリエーション）以降ガンプラは専門のブランドとして独立した。一部の旧キットであらかじめ必要な塗装を施したフルカラーモデルというシリーズも存在し、ガンプラ生産10周年記念に作られた限定モデルもこの仕様で販売された。『機動戦士Ζガンダム』当時の旧キットはおおむねポリキャップを採用した仕様となっているが、色分けにおいては単色構成のものと2色程度の色構成のものが存在し、ある程度の塗装の必要性があった。1988年の『逆襲のシャア』以降は「いろプラ」の採用により、以前のキットに比べ塗装の必要性は低下していった。
旧キットという言葉は『機動戦士ガンダム』他、アニメが製作された当時に発売されたキットを指す意味で用いられるが、ザクレロなど一部の機体は再キット化されていない（つまり、旧キットに対する新キットが存在しない）。
MGやPG（パーフェクトグレード）などのフレーム構造の採られた近年のキットに対して、中空の最中構造である事から「モナカキット」と呼ばれる事もあり、却って改造が容易である事から今風のプロポーションに改造した作例も多く見られるようになっている。

#### リアルタイプ
『How to build Gundam』などの初期のガンプラ作例の主流として、大河原邦男による版権イラストで描かれた実在の兵器を模した迷彩塗装やマーキング類を施した機体を再現した物が多く見られ、さらにこれを製品化した「リアルタイプ」と呼ばれるガンプラが発売された。ガンダム、ガンキャノン、ジム、ザク、旧型ザク、ドム、ゲルググの7種で、いずれも1/100キットの成形色を変更して水転写デカールを追加した物となっている。デカールはその後MSV（モビルスーツバリエーション）やMG（マスターグレード）などに継承されている。またアニメ作画用と異なるリアルタイプデザインでの製品化は後の『戦闘メカ ザブングル』のウォーカーマシンの製品化にて全面的に採り入れられている。
2016年以降、HGUCをベースキットとし、川口克己が監修した「21st CENTURY REAL TYPE Ver.」がTHE GUNDAM BASEやプレミアムバンダイで販売されている。これらはキットサイズこそ1/144スケールであるものの、リアルタイプカラー製品を彷彿とさせるオリジナルイラスト風パッケージ、オリジナルの水転写式デカールが付属するなど、リアルタイプカラー製品を強く意識したものとなっている。

### HG（ハイグレード）
ガンプラ10周年記念企画として登場。多色成形のパーツとホイルシールにより「塗装をしなくても完成する」手軽さも売りの一つになっている。低価格の簡易キットと高価格（高難易度）キットの中間に位置するが、特に近年では低価格キットが発売されないシリーズ・モビルスーツも多い。アニメ作品などからキット化される場合に最も多くの種類が発売されるブランドでもあり、コレクション性が高いシリーズとなっている。
なお、HGの名称はガンプラ以外のキャラクタープラモデルやガシャポンなどにも広く用いられている。2022年現在では下記HGUCを経過した1/144シリーズの名称になっている。
初期4作
1990年から91年にかけて「ガンダム」、「ガンダムMk-II」、「Ζガンダム」、「ΖΖガンダム」を当時の技術水準でリニューアルした1/144の縮尺のものが発売された。だがΖガンダムは当時の技術でもウェイブライダーへの完全変形が達成出来なかったため、オリジナルの「ウェイブシューター」という形態への変形としている。このうちガンダムは多色成形のための特殊金型が劣化し、2001年5月のHGUC（ハイグレード・ユニバーサルセンチュリー）ガンダムの発売に合わせ、通常ラインナップとしてはガンプラ史上初の絶版キットとアナウンスされ、最終生産品が発売された。
作品別
「HG」のブランド名は以下のシリーズに採用されている。『第08MS小隊』と『サンダーボルト』シリーズを除き、各作品別に通し番号がつけられている。
- 『機動戦士Vガンダム』（HGはガンダムタイプのみ）および『機動武闘伝Gガンダム』『新機動戦記ガンダムW』『機動新世紀ガンダムX』、『新機動戦記ガンダムW Endless Waltz』の1/100キット
- 『機動戦士ガンダム 第08MS小隊』『新機動戦記ガンダムW デュアルストーリー G-UNIT』の1/144キット
- HG FIGHTING ACTION
『新機動戦記ガンダムW Endless Waltz』の1/144のキットのブランド名。通常版と「メタルクリヤー特別版」がある。
- HG G-SAVIOUR
『G-SAVIOUR』の1/144のキットのブランド名。
- HG MECHANICS（HGメカニクス）
『機動戦士ガンダム0083 STARDUST MEMORY』の1/550キットのブランド名。
- HG GUNDAM SEED
  - ガンダムSEED
  - ガンダムSEED MSV
  - ガンダムSEED リニューアル版

『機動戦士ガンダムSEED』シリーズの1/144高価格キットに付けられたブランド名。それぞれに通し番号が振られている。
「リニューアル版」は『ガンダムSEED』のHDリマスタープロジェクトにあわせてパッケージ・成型色の変更とアクションベース対応のボーナスパーツを追加するなどの他、本放送当時にHGキット化されていなかったモビルスーツの新規キット化商品も含まれている。

- HG GUNDAM 00
『機動戦士ガンダム00』シリーズの1/144高価格キットに付けられたブランド名。
- HG GUNPLA BUILDERS
『模型戦士ガンプラビルダーズ ビギニングG』シリーズに登場する1/144キットのブランド名。
- HG GUNDAM AGE
『機動戦士ガンダムAGE』シリーズに登場する1/144高価格キットに付けられたブランド名。
- HG BUILD FIGHTERS (HGBF)
『ガンダムビルドファイターズ』シリーズに登場する1/144モビルスーツキットのブランド名。
HGシリーズではないがSDガンプラをキット化した「SD BUILD FIGHTERS」もあり、「HGBF」とは通し番号・共通フォーマットのパッケージになっている。
- HG BUILD CUSTOM (HGBC)
『ガンダムビルド』シリーズに登場する武器セットやオプションなどのブランド名。同じHGシリーズを中心とした他シリーズのガンプラ向けカスタマイズパーツとしての役割もある。
- HG GUNDAM THUNDERBOLT
『機動戦士ガンダム サンダーボルト』に登場する1/144キットのブランド名。このキットのみ箱絵は漫画原作者の太田垣康男が手がけている。漫画版(初回版)とアニメ版(GUNDAM THUNDERBOLT Ver.)という、成型色と箱絵が違うキットが一部の機体で存在する。
- HG Reconguista in G
『ガンダム Gのレコンギスタ』に登場する1/144キットのブランド名。
- HG GUNDAM THE ORIGIN
『機動戦士ガンダム THE ORIGIN』、『機動戦士ガンダム THE ORIGIN Mobile Suit Discovery 』に登場する1/144キットのブランド名。
- HG IRON-BLOODED ORPHANS (HG IBO)
- HG IRON-BLOODED ARMS (HG IBA)
『機動戦士ガンダム 鉄血のオルフェンズ』に登場する1/144キットのブランド名。
「HG IBO」はモビルスーツ本体のキット、「HG IBA」は武器・オプション装備やモビルワーカーをセットにしたキットとなっている。
- HG BUILD DIVERS (HGBD)
『ガンダムビルドダイバーズ』に登場する1/144モビルスーツキットのブランド名。
HGシリーズではないがSDガンプラをキット化した「SD BUILD DIVERS」、作中の女性キャラクターをキット化した「Figure-rise Standard BUILD DIVERS」もあり、「HGBD」とは通し番号・共通フォーマットのパッケージになっている。
- HG BUILD DiVERS Re:RISE (HGBD:R)
『ガンダムビルドダイバーズRe:RISE』に登場する1/144キットのブランド名。
HGシリーズではないがSDガンプラをキット化した「SD BUILD DiVERS Re:RISE」もあり、「HGBD:R」とは通し番号・共通フォーマットのパッケージになっている。
- HG GUNDAM BREAKER BATTLOGUE
『ガンダムブレイカー バトローグ』に登場する1/144キットのブランド名。
- HG THE WITCH FROM MERCURY
『機動戦士ガンダム 水星の魔女』に登場する1/144キットのブランド名。
- HG GUNDAM BUILD METAVERSE
『ガンダムビルドメタバース』に登場する1/144キットのブランド名。

HG-Ex
1/60「V2ガンダム」・「シャイニングガンダム」・「Gガンダム」に冠されたブランド名。
- HG UNIVERSAL CENTURY
- HG FUTURE CENTURY
- HG AFTER COLONY
- HG AFTER WAR
- HG COSMIC ERA
- HG CORRECT CENTURY

HG××（「××」は各世界観の年号名）は、『ガンダムシリーズ』に登場するモビルスーツなどを、シリーズの枠にとらわれず最新の技術でモデル化するブランド名。スケールは1/144。リニューアルだけでなく、このシリーズで初めてキット化された機体もある。

#### HGUC（ハイグレード・ユニバーサルセンチュリー）
縮尺は1/144。コレクション性を重視したシリーズ展開を行っており、1999年にリリースが開始された。第1弾は「RX-77-2 ガンキャノン」。多くのコンセプトデザインをカトキハジメが担当。発売開始からNo.108までは「宇宙世紀」を舞台にした作品群からのキット化であったが、2010年4月発売のNo.109「GX-9900 ガンダムX」からいわゆる宇宙世紀以外の世界を舞台とした作品(いわゆる「オルタナティブシリーズ」)の機体もラインナップに加わった。以降、ナンバリングは継続して「HG AFTER WAR（HGAW、ハイグレード・アフターウォー）」の様に各世界観の年号を冠して発売されることとなった。設定上大型の機体もラインナップされており、高額になるキットもある。最高額は「HGUC1 /144 RX-78 ガンダムGP03デンドロビウム」で、価格は税別で28,000円。砲身を含めた全長が1メートル近くに達する。「MSV」や『ADVANCE OF Ζ ティターンズの旗のもとに』等、映像作品以外の機体もラインナップに加わっている。『機動戦士ガンダム外伝 THE BLUE DESTINY』や『ハーモニー・オブ・ガンダム』『機動戦士ガンダム 戦場の絆』のようにコンピュータゲームを出自とする機体や、『機動戦士ガンダム 逆襲のシャア ベルトーチカ・チルドレン』のようにパラレル・ワールドを描いた作品の機体もキット化された。
2013年から「オールガンダムプロジェクト」が開始、これまで1/144スケールでHG（ハイグレード）キット化されていなかった歴代主人公機のキットが発売された。2015年からはガンプラ35周年記念企画「新生-REVIVE-」として、既にHGUC・SEED HGで発売されているアイテムの最新技術での再キット化が開始された。
- 本シリーズの企画は1998年リリースの「HGグフカスタム」が好調なセールスを記録した事が発端になった。企画段階では、「デザインを全面的にリファインした物を発売する」という内容だったが、カトキハジメから出されたシリーズ第1弾・ガンキャノンのデザインは劇中のイメージを重視した物であったため、シリーズの方向性を現在の形に修正出来たという。
- HGUCのキットに同スケールのメカや武器などをセットにした「HG U.C. HARD GRAPH」も発売された。
- 2017年からは、2020年のガンプラ40周年に向け ROAD TO GUNPLA 40th ANNIVERSARY「GUNPLA EVOLUTION PROJECT」が始動した[46]。

HG Ver.G30th
2009年「GREEN TOKYO ガンダムプロジェクト」の一環として東京お台場・潮風公園に建立された1/1（等身大）立像モデルの1/144モデル「RX-78-2 ガンダム（バージョン ジーサーティース）」に冠されたブランド名。期間限定で通常ラインナップとして生産され、その後「ガンプラスターターセット vol.2」として発売された。また各種限定キットの素体ともなっている。
HG BEYOND GLOBAL
「ガンプラ40周年企画」として、それまでHGシリーズで培われた技術を集約した1/144「RX-78-2 ガンダム」が2020年6月6日に発売された。

#### リアリスティックモデルシリーズ
バンダイナムコグループのメガハウスから発売されている商品。HGブランドのガンプラをディスプレイするジオラマのシリーズ。塗装・ウェザリング済みの半完成キットで、パッケージに「HG」の表記がある。ガンダムシリーズ各作品の名場面を再現するためのジオラマセットや、ホワイトベース、アークエンジェル、ネェル・アーガマのカタパルトデッキなどがラインナップされている。プレミアムバンダイでの通販が主だが、イエローサブマリンやボークスの一部店頭でも販売されている。

#### ガンプラ以外のHG
ガンダムシリーズ以外のメカニックのプラモデルにも『HG』が冠されており、ガンダムシリーズと同じサンライズ作品の『聖戦士ダンバイン』と『重戦機エルガイム』のプラモデルはそれぞれHGABとHGHMといったブランド名となっている。
- 機動戦艦ナデシコ
- ラーゼフォン
- パシフィック・リム
- フルメタル・パニック！ Invisible Victory
- 熱血最強ゴウザウラー
- 勇者王ガオガイガー
- 鋼鉄ジーグ
- サクラ大戦シリーズ
- 境界戦機
- 86-エイティシックス-
- マクロスシリーズ
- 魔神英雄伝ワタルシリーズ
- スーパーロボット大戦OGシリーズ
- SYNDUALITY Noir
- サクガン
- コードギアス
- 戦闘メカ ザブングル
- 銀河漂流バイファム
- 装甲騎兵ボトムズ
- 機甲戦記ドラグナー
- マジンガーシリーズ
- ゲッターロボシリーズ

HGAB
『聖戦士ダンバイン』のキットに冠されたブランド名。スケールは1/72。
HGHM
『重戦機エルガイム』のキットに冠されたブランド名。スケールは1/144。

### MG（マスターグレード）
縮尺は1/100。マスターグレードは、ガンプラ15周年記念企画として1995年に登場した。第1弾はRX-78-2 ガンダム。『月刊ホビージャパン』・MAX渡辺らが企画協力。内部メカやギミックなど、より詳細な部分まで再現されている。金型流用で機体のバリエーション展開が行われることが多い。HGUC（ハイグレード・ユニバーサルセンチュリー）が普及品の位置づけとすれば、こだわった高級品というコンセプトのシリーズである。当初は究極のガンプラを作る!というコンセプトの元、最高グレードのガンプラという位置づけだったが、後にPG（パーフェクトグレード）の登場により変更され、多くの機種がラインナップされる事となった。
また、カトキハジメ独自リファインバージョンのキット「Ver.Ka」や、ゲーム『機動戦士ガンダム 一年戦争』とのタイアップ、プラモ漫画『プラモ狂四郎』オリジナルの「パーフェクトガンダム」、『機動武闘伝Gガンダム』に登場したモビルファイターをアクション性を重視しキット化した「FIGHTING ACTION」シリーズや、PG（パーフェクトグレード）の技術などをフィードバックして初期製品を再度リファインした「ガンダム Ver.1.5」「ガンダムMk-II / Ζガンダム Ver.2.0」といったバージョンアップモデルなどといった、ほかのシリーズには見られない商品展開もある。15メートル級モビルスーツの『機動戦士ガンダムF91』の主役機「ガンダムF91」以降はポリキャップレスのABS樹脂のみで構成されたフレームやPET材を用いたビームシールドなども使用されるようになっていった。対象年齢は15歳以上。
価格帯は標準的なキットで税別3,000円から5,000円、一番安いモデルは「ボール Ver.Ka」の2,000円、最高額は「ディープストライカー」で20,000円。
可変モビルスーツについては変形ギミック再現が原則となっており、ガンダム史上最も複雑な変形機構を持つ故に、完全変形でのキット化がされていなかったSガンダムおよびEx-Sガンダムを実現した。またヴィクトリーガンダムとV2ガンダムは15メートル級の小型サイズモビルスーツ（模型サイズで全高約15センチメートル）かつ分離可変型のため変形機構や合体機構の再現が非常に困難であったが、拳部分などの一部差し替えはあるものの完全変形を再現している。

#### Ver.Ka
カトキハジメが独自にリファイン（カトキ自身がオリジナルデザインを担当したモビルスーツ★を含む）したデザインを立体化した製品群。通常のMGとは異なる白背景のパッケージで、ボックスアートもカトキ自身が書き起こしている。組立説明書にも、開発段階でのデザイン監修中の資料などが記載されている。
- クロスボーン・ガンダムX1についてはリアル等身では初プラモデル化であるが、元々カトキがデザインしたモビルスーツであり、カトキ以外の人物によるデザインのモデルが存在せず、大幅な再デザインも行われていない。同じく最初からカトキのデザインによるVガンダムも大幅なリファインはないものの、マーキング類の追加、肩ダクト部のカラー変更（テレビ版カラー用の部品も付属）が行われている。なお、マスターガンダムおよびSガンダムシリーズにはVer.Kaを冠しておらず、再デザインも行われていない。後者で再デザインが行われなかった最大の理由はHGUC（ハイグレード・ユニバーサルセンチュリー）での発売時に線を減らすなどの微修正が施された画稿が起こされた為である。これはSガンダムに限らず、グフカスタムなど一部のカトキ本人がデザインを担当したモビルスーツでデザイン段階から模型化を前提としたデザインが行われたものなどで見られる。また、「クロスボーン・ガンダムX1フルクロス」や「バンシィ・ノルン」など、Ver.Kaを元にしたバリエーションが、「Ver.Ka」の付かない通常のMGとして発売されることもある。

一般発売
RX-78 ガンダム、ウイングガンダム、ボール、クロスボーン・ガンダムX1★、ユニコーンガンダム★、シナンジュ★、ヴィクトリーガンダム★、Vダッシュガンダム★、コア・ブースター★、フルアーマーユニコーンガンダム★、νガンダム、シナンジュ・スタイン★、サザビー、Hi-νガンダム、V2ガンダム★、フルアーマーガンダム（GUNDAM THUNDERBOLT 版）★、サイコ・ザク（GUNDAM THUNDERBOLT 版）★、ZZガンダム、バンシィ★、FAZZ、ウイングガンダムゼロ（EW版）★、Zガンダム、ナラティブガンダムC装備★、シナンジュ・スタイン（NTVer.）★
プレミアムバンダイ限定通販品
バンシィ（最終決戦仕様）★、クロスボーン・ガンダムX2★、クロスボーン・ガンダムX3★、νガンダム HWS、クロスボーン・ガンダムX2改★、強化型ZZガンダム、V2アサルトバスターガンダム★、クロスボーン・ガンダムX-0★、クロスボーン・ガンダムX1（パッチワーク）★

#### MGEX
MGEXは「MASTER GRADE EXTREME」の略。ガンプラ40周年記念ブランドで、マスターグレードのさらなる可能性を追い求めたハイエンド製品。第1弾の「ユニコーンガンダム Ver.Ka」は、LED電飾のフレキシブル配線を仕込みながら組み立てることで、完成後にサイコフレームの発光を再現。第2弾の「ストライクフリーダムガンダム」では、内部フレームに3色の特殊加工と2色のメタリック成型などを駆使し、「金属の輝き」を追求した。このような特殊な製品のため、価格と組立難易度が高く、取り扱いにも注意を要する。

#### MGSD
「MASTER GRADE SD」。SDガンダムのプラモデルのスケールに、マスターグレードで培った技術を詰め込み、従来のSDガンプラを凌駕するディテール表現と可動域を実現した。
- 各種イベントなどにおいて、限定版として「クリアバージョン」「メッキバージョン」等が発売されている。
- モビルスーツ、モビルファイターにゆかりのあるキャラクターが1/20未塗装フィギュアとして同梱されることもある。
- MGのRX-78-2 ガンダムは、Ver.1.0（最初のMG RX-78-2 ガンダム）、Ver.1.5、Ver.Ka、パーフェクトガンダムの装甲を外したもの、ONE YEAR WAR 0079版（後にMGザクver.2.0発売に合わせてそのカラーリングをアニメーションカラーにした商品が2007年7月に発売）、Ver.2.0、Ver.3.0、GUNDAM THE ORIGIN版の8種が存在する（成形色替え・メッキ版は除く）。特にVer.2.0はアニメ版に一番近い形状を持ち、劇中で見られるような丸みを帯びたフォルムを再現し、「可動」を追求していたOYW版を上回る可動性能が盛り込まれている。また、パーフェクトガンダムのものは、HGUC（ハイグレード・ユニバーサルセンチュリー）版ガンダムをMGにグレードアップさせたものでもある。
- ボックスアート（箱絵）はCGで製作され、開田裕治や天神英貴らが手掛けたリアルタッチのものもある。Ver.Kaのみ背景はシンプルな白地に機体全身と文字のレイアウトとなっており、他のMGと判別しやすくなっている。
- ゲルググについては、発売当初にはなかったモールドが金型の改修により追加された。またズゴック・ガンダムMk-II等でもバリエーション展開時に一部関節が改良されている。
- 『機動戦士ガンダム』に登場したモビルスーツはゾックを除き、全て出揃っている。MSV（モビルスーツバリエーション）は一部機種を除き多くが未発売となっている。なお、モビルアーマーはマスターグレードのラインナップから外れている。
- MG100体目として∀ガンダムが発表され、ガンプラ史上（BB戦士を除く）初となる人間以外の生物（牛）が付属する。
- MGのカテゴリーにはガンダム以外では、パトレイバーやダンバイン、孫悟空、仮面ライダーW、TIGER & BUNNYなどが発売されている。

### PG（パーフェクトグレード）
縮尺は1/60。パーフェクトグレードは、ガンプラ20周年記念企画として1998年に登場した。ガンダムシリーズとしての第1弾はRX-78-2 ガンダムであり、1998年11月に発売された。ディテールや可動性にこだわった「究極のガンプラ」を目指したシリーズで、特に人気の高い主役機中心の展開になっている。MG（マスターグレード）以上に内部構造の再現にこだわっているほか、ダイカストなどによる金属部品や発光ダイオードによる電飾を多数用いている。またパーツ数も非常に多く、ガンダムで600個超、Ζガンダムでは900個超、ガンダム試作1号機に至ってはガンダム試作1号機フルバーニアンとの換装ギミックがある為、1200個超である。ただし、現在ではPGの技術・ギミックのフィードバックによってMGでもPGレベルの商品内容が実現しており、スケール以外の差別化が困難となっている。最近のPGは模型自体の重量増加による不安定対策として、足裏にラバーシールを貼ることで摩擦を増やし安定させるという機能が加わっている。対象年齢15歳以上。
価格帯は最低額のスカイグラスパー+エールストライカーセットの5,000円（消費税別）から、最高額のウイングガンダムゼロ（エンドレスワルツ版）・パールミラーコーティングVer.の30,000円（消費税別）。平均（小売価格）は20,000円前後（消費税別）。また、ウイングガンダムゼロ（EW版）やダブルオーライザーのようにMG発売前にPGの方が先に発売されるという例もある。

### FG（ファーストグレード）
縮尺は1/144。新シリーズの開発によりガンプラという商品群が高価格化した上、比較的低価格な旧キットは金型の消耗等で生産量を絞らざるを得ず、低価格キットの供給は不足気味になっていた。その不足を補い入門用としての役割を果たすべく開発されたシリーズ。1999年から2000年にかけて、ガンダム、シャア専用ザクII、量産型ザクIIが販売されている。単色成型で関節もポリキャップ無しの挟み込み方式と旧キットを思わせる仕様だが、スナップフィット方式でデザインはPG（パーフェクトグレード）から流用している。価格は税別で300円。特にガンダムに関してはHGUC版発売の2年近く前に販売された、PGのデザインを基とした久々の1/144スケールキットだったこともあり、模型誌などではこのキットをベースとした作例が多数掲載された。
2006年12月11日には江崎グリコより「ポッキーガンプラパック」というポッキーとのコラボレーション商品（事実上の食玩商品）として、通常プラモデルを販売していないコンビニエンスストアでも販売された。
2007年に「FG ガンダム00」のシリーズ名称で『機動戦士ガンダム00』に登場するガンダム4機が発売された。これは『機動戦士ガンダムSEEDシリーズ』の「1/144 コレクションシリーズ」の流れを汲んだシリーズで、「いろプラ」成型と新規設計のポリキャップにより「1/144 コレクションシリーズ」では固定だった肘・膝が可動するようになっていた。購買層として小学生以下の年齢層を想定していたが、売れ行き不振から「セカンドシーズン」の登場機は発売されなかった。

### RG（リアルグレード）
縮尺は1/144。（リアルグレード商品一覧）リアルグレードは、ガンプラ30周年記念企画として2010年に登場した。第1弾は「RG 1/144 RX-78-2 ガンダム」であり、2010年7月24日に発売された。手のひらサイズで本物のようなリアルなモデルを」と、過去に発売されたブランドで培われた様々な技術の集大成として、各部にシリーズコンセプトであるリアルを求める工夫が施されている。組立においては内部のフレームに装甲をはめていく実際の構造設定に近い設計がされており、各関節はガンプラの中でも最大級の可動域が実現されている。
RX-78-2 ガンダムでは青色や白色、赤色部分、第2弾に登場したMS-06S シャア専用ザクでは赤色部分など、過去は一色で成形されていたパーツもデザインアレンジおよび2 - 3色の細かい色分けがなされ、未塗装状態でも非常に見栄えのするモデルが完成するのも特徴。そのため、パッケージでもスミ入れとトップコートだけで仕上げたものや素組み状態の写真が使用されている。
ランナーとパーツを繋ぐゲート部にはキャビゲート・アンダーゲート・クサビゲートを採用し、各パーツごとに白化やゲート跡を極力目立たせない工夫がなされている。
キットの構造として、従来のシステムインジェクションを進化させたアドバンスドMSジョイントという技術を採用（バンダイが特許出願中）。溶融温度170℃前後のポリプロピレン(PP)で成形した上から、それよりも低い110℃で溶解する耐高衝撃性ABS樹脂を重ねて成形しており、すでに半分組み立てられた状態の独特なランナーが使われ、パーツを切り離すだけで骨組みがほぼ完成する。これによって組み立て時のストレスが緩和され、少ない部品数で大きな可動を実現しているが、その半面デリケートなパーツが多い。アドヴァンスドMSジョイントの採用で、2012年11月に発売された第10弾のΖガンダムのウェイブライダーへの完全変形や2017年8月に発売された第25弾のユニコーンガンダムのデストロイモードへの変形といった、「今までの1/144スケールのモデルでは出来なかった」変形機構の搭載が可能になった。このアドヴァンスドMSジョイントの技術は、後にマスターグレードやパーフェクトグレードにも転用され、ガンプラ以外では「スター・ウォーズ」シリーズでも採用されている(例：グリーヴァス将軍)。
デカールはリアリスティックデカールが付属、注意書きやマーキングを従来のシリーズよりさらに細かく精密に、また点数も100以上と非常に多い。デカールの中には金属表現を再現するためのものもあり、関節などに貼るだけで煌びやかかつメカニックなメッキのような質感を表現可能にしている。なお、RX-78-2 ガンダムは東静岡（『模型の世界首都 静岡ホビーフェア』）のリアルグレード 1/1 RX-78-2 ガンダムを元にモデリングされており、デカールの選択によってそちらを再現することも可能。
- RGのカテゴリーには「ガンダムシリーズ」以外では、2020年に『ヱヴァンゲリヲン新劇場版』シリーズ、2022年に『勇者王ガオガイガー』もそれぞれラインナップに加わっている[注 24]。
- リアルグレードのロゴ下部には「EXCITEMENT EMBODIED」と書かれており、この言葉に対し組立説明書の裏表紙では「このキットには興奮がこめられている」という意味だと説明書きがある。
- ボックスアートは機体頭部を中心にコンピュータグラフィックス（CG）で精密に描かれており、映り込みまでを再現したまるで実写のような質感のあるものが使われている。

### EG（エントリーグレード）
2021年5月から発売されているシリーズ。対象年齢8歳以上で、低年齢層の子供にも組み立てやすいよう、工具を使わずにランナーからパーツを切り離せるタッチゲート仕様が採用された。最新の設計と成型技術を用いて、HGUC並みのディテールと可動範囲を維持しながらも、部品数を極力少なくして低価格を達成している。通常の箱入りキットだけではなく、透明なビニール袋で包装された「ライトパッケージver.」も発売されている。
- ガンダムシリーズ以外には『仮面ライダーゼロワン』『仮面ライダーセイバー』『ドラゴンボール』『名探偵コナン』『ウルトラマンゼロ』など、さまざまなアニメ、特撮番組のキャラクターがラインナップされているが、ガンダムシリーズ以外のモデルはポーズが固定されている。

### BB戦士
BB戦士は、武者頑駄無やSDサイズのモビルスーツといったいわゆるSDガンダムを対象としたノンスケールのガンプラシリーズ。SD（スーパーデフォルメ）ということもあって小型のキットが多く、HGUC（ハイグレード・ユニバーサルセンチュリー）やMG（マスターグレード）に比べて低価格の傾向がある。名称の由来は当初スプリングを利用してBB弾を発射するギミックが存在していたためで、弾は後に細長いミサイル状のものに変更になった。超機動大将軍編以降はこの弾丸発射ギミックは搭載されていないキットが多く見られるようになっていった。
標準的な価格は長らく500円（初期は300円）を維持していたが三国伝の展開当時に素材価格高騰によって600円が主流となっていき、レジェンドBBのスタートと共に1000円が標準となっていった。
主力商品である武者ガンダムシリーズは、周期的にヒットと低迷を繰り返しつつも続いていたが、実質的に武者番長風雲録を最後に終了した状態となった。その後、類似世界観を持つ新シリーズとして、『三国志演義』をモチーフとしたBB戦士三国伝シリーズが展開され、そちらは海外の売上も含めて久々のヒットによるアニメ化まで果たすという、近年まれにみる結果を残した。
2011年末に、2012年にBB戦士25周年を迎えることを記念した新シリーズ「レジェンドBB」がスタート。

### そのほかのシリーズ
EXモデル
脇役としてプラモデルではあまり商品化されない戦車・戦闘機や艦艇等を商品化したもので、金型によるインジェクションキット。値段はガレージキットより安いが、通常のプラモデルよりは高い。主な縮尺は1/144だが、アルビオンやアーガマ・ホワイトベース・ラビアンローズなどの艦艇は1/1700で統一されている。
『機動警察パトレイバー』や『戦闘妖精・雪風』『エースコンバットシリーズ』等のほか『宇宙戦艦ヤマト』の艦載機モデルも発売されている。
U.C.ハードグラフ

2006年に発売開始されたシリーズで、装甲戦闘車両のスケールモデルに使われる縮尺1/35でガンダムの世界を表現する物。兵士のフィギュアや火器・装備品、ワッパなどの車輌やモビルスーツの一部分などが同梱されている。デザインもリアル指向のアレンジが施され、一部組み立てに接着剤を必要とする。また地上戦を題材にしたOVA『MS IGLOO 2 重力戦線』との連携も行われている。
ガンプラコレクション
2006年に発売開始されたシリーズ。立体縮小技術を用いて、1/144旧キットをさらに1/2（1/288スケール）に縮小したもの。一部関節は省略されスナップフィット&ボールジョイント化されている。生産国は中国。ブラインドボックス形態だが、素材はスチロール樹脂でパッケージにも「プラモデル」と明記されている。
第1弾から第3弾まで発売された。第一弾はガンダム・量産型ザク(ザクII)・武器セットなど10種で、このうち「作業用ザク」は旧キットでは企画のみで実現しなかったアイテムを再現した物である。第2弾はジム、ボール、シャア専用ザクなど10種。第3弾は「DX」と銘打たれジオング、ゾック、ガンタンクなどの大型アイテム9種（シークレットはシャア専用カラー仕様のザクIIマインレイヤーで、ガンプラコレクションとして初のシークレットアイテム）。部品注文サービスは行われていない。
スピードグレードコレクション
2007年に発売開始されたシリーズ。1/200スケールで単色成形だがランナー状態で塗装・マーキング済みとなっており、より手軽にユーザーの手で組み立てて完成させられる事をコンセプトにしている。各関節も可動。模型店・コンビニで販売。
RX-78ガンダム、ウイングガンダム、Ζガンダム、Gガンダムの4種が発売された。
メガサイズモデル
1/48スケールの大型商品。第1弾はガンプラ誕生30周年記念商品として「メガサイズモデル ガンダム」が2010年3月6日に発売された。外観はGREEN TOKYO ガンダムプロジェクトの原寸大モデルをベースにしている。
ポーズを確実に支持するクリック機構ポリキャップや、組み立てを簡便化するためにランナーごとパーツを貼り合わせる「ランナーロック」などの新機構が採用されている。RX-78ガンダム以降はザクII（シャア専用・量産型）やガンダムAGE-1・AGE-2やユニコーンガンダム（デストロイモート）が発売されている。
AG（アドバンスドグレード）
2011年から発売した『機動戦士ガンダムAGE』専用シリーズ。『ゲイジングバトルベース』と連動するためのゲイジングチップが内蔵されている。部品の切り離しに工具を必要とせず、手で簡単にもぎ取れるようにゲートが設計されていた。
エコプラ
「ガンプラEXPO」などのイベント限定で販売されるシリーズ。「エコ」と名がつく通り、クリアパーツを除いて再生素材によって作られている。箱の色はモノクロになっている。
『模型戦士ガンプラビルダーズ ビギニングG』や『ガンダムビルドファイターズバトローグ』の劇中にも登場している。
RE/100（リボーンワンハンドレッド）
2014年に発売を開始したシリーズ。1/100スケールの商品展開がマスターグレードばかりとなった現状を見直し、外装のリアルなディテールはそのままに、内部フレーム等を省略して組み立てやすいモデルを提供する。同時にこれまでプラモデル化されていなかった比較的マイナーなモビルスーツを積極的にラインナップしていく。
ビルダーズパーツ
ビームライフルやバズーカ・格納ハンガーなどを半完成済み状態でラインナップしたシリーズ。武器のキットは、組み換えによって違うバリエーションの武器に組み替えることも出来る。
ビルダーズパーツHD
MSの手首やスラスター・アンテナ・翼などの外装やオプションパーツをラインナップし、モデラーの創意工夫により様々な用途に使用できる改造専用パーツ。
FIgure-rise Bust（フィギュアライズバスト）
2016年夏より発売を開始した、メカではなくキャラクターの胸像を組み立てるシリーズ。特許技術の「レイヤードインジェクション」により、瞳の色の違いを全て色違いのPSで再現。他、服・髪など部分部分の光沢の加減をほぼ塗装せずに組み立てるだけで再現できる。完成した胸像は別売りのアクションベースにセットすることもできる。
ガンダムシリーズ以外では『ラブライブ!サンシャイン!!』のAqoursや『マクロスΔ』のワルキューレに所属するメンバー、初音ミクなどがキット化されている。

フルメカニクス

「鉄血のオルフェンズ」放映時に発売された1/100のキットの一部で銘打たれたシリーズ名。形態としてはRE/100同様に、外装のリアルなディテールと組み立てやすさを両立している。2021年には鉄血のオルフェンズ以外のシリーズに登場するMSもラインナップする「新たな1/100キットシリーズ」として刷新が宣言され、同年6月に刷新後の第一弾として「1/100 カラミティガンダム」が発売された。
ハイレゾリューションモデル
平成28年から販売されている1/100シリーズで１万円を超える高価格帯。ガンダムバルバトスから始まり令和４年現在で８モデルが販売されている。「内部骨格フレーム」と「外部装甲パーツ」からなり、ＭＧより緻密な作りになっている他に、金属部品が一部で使用されたり特殊な塗装がされている。

### 絶版となったキット・シリーズ
放送終了後も度々再発売されることから「ガンプラに絶版なし」といわれるが、シリーズによっては再版されたことなく事実上廃止となっている例が存在する。なお、公式に絶版とアナウンスされているのは2011年時点では前述のHGガンダムのみである。
韓国生産版1/144・1/100スケール「ガンダム」
ガンプラブームの折、バンダイ模型のみの生産では供給が追い付かないと判断された為、韓国メーカーと提携して生産された。内容は前述の旧キット1/144スケールと1/100スケールに準じたものであったが、金型はもとよりパッケージ、塗装説明図が変更されていた。
1/550スケール ジオン軍モビルアーマー「エルメス」
現在、「ララァ・スン専用モビルアーマー」として販売されているが、初回販売時のみ「エルメス」と表記されていた。ファッションブランドである「エルメス」が玩具の商標も登録していたため、商品名が変更された。ランナーの刻印や塗装説明図に「エルメス」の名が登場するが、これらも現在では修正されているため、入手できないという点では絶版である。

HG 1/144スケール「ガンダム」
公式に絶版とアナウンスされている唯一のキット。多色成形（いろプラ）、スナップフィット、コア・ファイターの分離変形を取り入れ、現在のガンプラに繋がるノウハウがここで完成したといえるキット。反面、プロポーションなどは決してファンが満足するものではなかった、多分に実験的な要素が強いキットでもあった。特に多色成形用の金型の消耗も激しく、HGUC版1/144スケール「ガンダム」の販売に伴い、最終生産版が販売され絶版となった。
初期BB戦士6種類
BB戦士初期キットであるNo.1からNo.6までの6種類「ガンダマン（ガンダム）」「ゼータマン2（ΖΖガンダム）」「ドラクン（ドライセン）」「ザックン（シャア専用ザク）」「ゼータマン（Ζガンダム）」「ドン（ドム）」が、現在では販売されていない。ただ、それぞれの金型を改修の上、新規パーツを追加した武者ガンダムシリーズの別キットとして販売されているため、一部パーツが付属しないもののコンパチとして組み立てることは可能。

いろプラ
色が異なるパーツごとにランナーを分け、組み立てるだけで塗装した状態に近い雰囲気を楽しめるようにしたもの。1枚のランナーに異なる色のパーツを隣接させるこの技術は、後に複数の素材を成型の段階で一体化させる技術「システムインジェクション」へ発展する。現在ではMG（マスターグレード）やHGUC（ハイグレード・ユニバーサルセンチュリー）などで当たり前のように使われているが、初めて採用されたのがこのシリーズである。スケールは1/250。小スケールにありがちな関節の固定がなく、すべて動かすことができた。ガンダム、シャア専用ザク、量産型ザク、グフの計4種類が発売された。
同スケールでいろプラ仕様のGアーマーが存在するが、これは絶版ではない。MSV（モビルスーツバリエーション）と同時期に発売されたスーパーシステムインジェクションという別シリーズ（ラインナップはGアーマーのみ）である。時期的な理由からか、パッケージデザインはMSVシリーズのフォーマットに沿っている。
2010年時点、いろプラシリーズは既に絶版となっているが、2009年8月31日には『機動戦士ガンダム』30周年記念に合わせ、日清食品の「カップヌードル」とのコラボレーション商品として、いろプラガンダムシリーズとしては史上最小 (1/380スケール) となる特製オリジナル「ガンプラ」をカップヌードル（味はしょうゆ味(オリジナル)）にパックした「カップヌードル miniガンプラパック」が数量限定で発売された。価格はオープンプライス（実勢価格400円台後半から500円台後半・税込）であり、先述の「ポッキー ガンプラパック」以来の食玩となり、バリエーションはRX-78-2 ガンダム、シャア専用ザクII、量産型ザクII、ドムの計4種類となる。更に2010年8月2日には『ガンプラ』30周年記念に合わせ、日清食品の「カップヌードル」とのコラボレーション商品として、1/380スケールのクリアカラー（スケルトンいろプラ）仕様の特製オリジナル「ガンプラ」をカップヌードル（味はシャア専用チリトマトヌードル、シャア専用辛さ3倍チリトマトヌードル、シャア専用赤いチーズチリトマトヌードルの計3品）にパックした「カップヌードル シャア専用チリトマトヌードル miniガンプラパック」が数量限定で発売された。価格はオープンプライス（実勢価格400円台後半 - 500円台後半・税込）であり、バリエーションはシャア専用チリトマトヌードルがシャア専用ザクII、シャア専用辛さ3倍チリトマトヌードルがシャア専用ズゴック、シャア専用赤いチーズチリトマトヌードルがシャア専用ゲルググとなる。
キャラクターコレクション
初代シリーズの登場人物のフィギュア。通称キャラコレ。スケールは1/20。1981年6月発売のアムロ、シャア、マチルダ、セイラ、同年8月発売のカイ、フラウ・ボウ、同10月発売のガルマ、イセリナ、ブライト、ララァの全10種類が発売された。値段は各100円。当時、本製品をベースに魔改造を行ったモデラーも多く、後のキャラクターフィギュア人気のはしりとなった。他にもハヤト、カツ、レツ、キッカらの予告もされていたが、キット化には至らなかった。ガンダム生誕20周年を控えた1998年当時、成型色を透明に変更の上、10種類を一まとめにし、ポストカード（イラスト：安彦良和）を付属した「ガンダムキャラコレボックス」として一度だけ再発売されたことがある。生産が完全に終了したことがアナウンスされたわけではないが、これ以降、再生産は行われてはいない。MG（マスターグレード）以降のガンプラにも同スケールのキャラクターフィギュアが付属する事がある。
バブルキャストモデル
プラモデルではなく発泡スチロールを使用したモデル。付属の発泡スチロール専用の接着剤を使って組み立てる。ラインナップは「1/30 高機動型ザクII（黒い三連星専用）」のみ。
モビルスーツ戦国伝
SDガンダムではなく、リアル体型(1/144スケール)の武者ガンダム群。初期HGシリーズのRX-78 ガンダム等で採用されたMSジョイント2の原型（MSジョイント）が使われていた。武者頑駄無（ガンダム）・摩亜屈（ガンダムMk-II）・仁宇（νガンダム）の3種類が発売された。
マイクロガンダム
1994年に発売されたシリーズで、いろプラで培われた多色成型技術を応用発展し、ランナーについた状態で関節を含めほぼ組み立て済みであった小型モデル。採算が取れないため絶版となった。当時放送されたVガンダムとあわせ、ガンダム、ザクをベースにした機体がラインナップされており、この商品にしか存在しないバリエーションもいくつか存在した。ガンキャノンやグフ、サムソントレーラーの発売予定が雑誌広告に掲載されたが、シリーズ中断で未発売に終わる。
LM（リミテッドモデル）
大量需要の見込めない、金型の減価償却に見合う収益計上の難しいものを敢えて商品化したシリーズ。後年に出た同様の商品コンセプトであるEXモデルが、高めの価格設定にすることで開発費を回収しているのに対し、このシリーズは、原型を直接型取りした簡易金型を使用し、設計自体を簡素なものとすることで、開発費と価格を低く抑えている。価格帯は通常のプラモデルと同程度であるが、パーツ分割が大きく可動部が少ない、発泡剤を含ませた特殊なプラスチックのためパーツが分厚く、キットによっては事後変形による歪みが発生することがあった。単色成型であり、忠実に再現するには自分で塗装しなければならない。エヴァンゲリオンなど他の作品のキットが多く、ガンプラとしては1996年から1997年にかけて『第08MS小隊』に登場したボール、『ガンダムW』や『ガンダムX』の登場機が1/144でモデル化された。
その後、「LM」ブランドは「HG」が付けられて「LMHG」ブランドとなり、『エヴァンゲリオン』シリーズのキットに専用で使われている。

## ガンプラの素材
ポリスチレン (PS) が最も基本的な素材として用いられる。1983年以降に発売された商品の多くでは関節部などに柔軟性に優れたポリエチレン (PE) が用いられ、「ポリキャップ」と呼ばれる。
塗装の代わりにシールやデカールなどで色や模様を付ける場合があり、機体番号や部隊章などのマーキングシールが付属する商品もある。HGの一部やMG（マスターグレード）・PG（パーフェクトグレード）では関節部やフレームなど力がかかる部位にABS樹脂が用いられる。
また、最近ではKPS（強化ポリスチレン）という摩擦に強いポリスチレンが登場し、PSの摩耗しやすい点、PEの強度が不安である点、ABSの扱いづらさ（塗装できない、破損しやすい）全てを解決した新素材として、最近のHGUCではポリキャップPC-002と組み合わせてKPSが用いられることが多く、MGでも使用されることがある。
令和3年、バンダイナムコホールディングスは、組み立て後に廃棄されることが殆どのランナー部分（必要部品を留めてある枠組み）を回収し再利用すると発表した。

### 特殊な素材
商品にもよるが、MG以上のもの・一部のHG（ハイグレード）では上記以外にも下記のような素材が使われる。
- ダイキャスト - 極めて力のかかる部位やバランスウェイトとして必要な部位に用いられる
- 熱可塑性エラストマー (TPE) - 合成ゴムに近いものとして柔らかい素材の表現に用いられる[注 29]
- ポリエチレンテレフタラート (PET) - チューブ類、ビームシールドの表現に用いられる
- リード線 - オールレンジ攻撃などの自在に曲がるケーブル類の表現に用いられる
- 鉄板 - 超大型モデル（HGUCのGP03デンドロビウム）の強度確保に用いられる

また、ギミックの一つとして発光ダイオード (LED) なども使用される。

## ガンプラの金型
金型の流用はガンプラ特有のものではなく他のジャンルでも見られるが、金型流用によるバリエーション展開が頻繁に行われる。例えばガンダムMk-IIのエゥーゴ・ティターンズ両カラーの商品や、兄妹機であるエールストライクガンダムとストライクルージュといった単純な色違いだけではなく、ウイングガンダムゼロ（『エンドレスワルツ』版）とウイングガンダムVer.Kaのようにランナー単位でパーツを差し替えることも行われている。また、あらかじめバリエーション機のパーツを設計段階で金型に彫り込んでおき、成型時にランナーの湯口をスイッチで止めることによって、使用しないパーツを成形しないことでバリエーション展開を容易にしているキットも存在する。
この理由のひとつに、金型の制作費用が非常に高価であることが挙げられる。ガンプラの場合、典型的な商品の金型を一式分作るのに数千万円、大規模な商品になると億単位の費用がかかる。木型から型を起こしていた旧キット時代と違ってCADによる設計・ラピッドプロトタイピングによる試作・NC加工や放電加工による金型製作などが取り入れられるようになったとはいえ、デザイナーと専門工の人件費等のコストと時間が非常にかかるものであることに変わりはないという。
この金型の制作技術は、バンダイが1969年に今井科学の静岡工場と金型を買収して以来培ってきたものでもあり、他の玩具の生産拠点を中国など日本国外に移転するようになった後も、静岡工場（現：バンダイホビーセンター）を中心とした日本国内での生産にこだわっている。ガンプラ（および『ポケットモンスター』の「ポケプラ」や『妖怪ウォッチ』『ラブライブ!サンシャイン!!』などその他のバンダイ製プラモ）が "MADE IN JAPAN" であるということは、プラモデル売り場のポスターやパッケージなどでも強調されている。
2018年現在、ガンプラの金型は全てバンダイホビーセンターに保管されており、最初の製品であるガンダムの金型も良好な状態が保たれている。
2019年発売の『SD三国創傑伝』シリーズのプラモデルは中国製となっており、箱に"MADE IN JAPAN"ではなく、"MADE IN CHINA BANDAI HOBBY CENTER QUALITY"と表記されている。

## CM
ブーム初期より、その当時の主力商品をミニチュアとして使用した特撮CMが多数作られている。制作は、東宝映像（特撮監督は川北紘一）、旭プロダクション。特に、ジオン軍の工場の中で次々と新型モビルスーツが生産される様を描いたCMにあった「ジオン脅威のメカニズム」というナレーション（担当は蟹江栄司）は有名で、ジオンの部分を置き換えたパロディネタとして使用されることも多い。川北は過去に超合金のCMを手掛けていたことからバンダイ側の推薦を受けて起用されたが、川北自身は『ガンダム』をほとんど知らずスタッフから世界観を理解するよう叱られたという。撮影には実際の商品を用いているが、箱のまま届いたためスタッフ総出で組み立てなければならなかったほか、頭部や可動部が壊れやすく、照明の熱でプラスチックが歪んでしまうなど、苦労した旨を語っている。
またブーム最盛期にはラジオ番組『アニメNOW!』内でもCMが流されていた。永井一郎によるナレーションおよびCMソングであったがその内容は劇中より大きく逸脱したものであった。近年では特撮CMの他に、タレントを起用したCMや、プロモーション用に制作されたCGアニメ『GUNDAM EVOLVE ../』のダイジェスト映像を使ったCMが放送された。

## ガンプラを扱った作品

### ガンプラをテーマにした作品
プラモ狂四郎 / 新プラモ狂四郎
改造したプラモデルで戦うという趣向の作品で、スケールモデルや他のキャラクターモデルも登場したものの大部分はガンプラであった。パーフェクトガンダムやパーフェクトジオングは「モビルスーツバリエーション」と連動して後に商品化、さらにマスターグレードも発売されている。
超戦士ガンダム野郎
『プラモ狂四郎』の流れを汲むプラモデルを題材とした作品。
プラモウォーズ
『プラモ狂四郎』の流れを汲むプラモデルを題材とした作品。こちらは登場するプラモデルがガンプラのみに限られている。
ガンプラ甲子園
帯ひろ志作。コミックボンボン1998年10日号から2000年5月号連載。
模型戦士ガンプラビルダーズ ビギニングG
自分で組み立て・改造・カラーリングなどしたガンプラを「仮想空間」で操縦するアニメ作品。多種のガンプラやバンダイホビーセンターも登場している。
ガンダムビルドシリーズ
先の「ガンプラビルダーズ」を祖として発展させ、自分で組み立て・改造・カラーリングなどしたガンプラを特殊空間にて操縦するアニメ作品シリーズ。
「特殊空間」の展開方法は大きく分けて、現実世界で特殊な科学技術を用い「拡張現実」でガンプラを動かす『ガンダムビルドファイターズシリーズ』2作品と、『ビギニングG』と同じく「仮想空間」で動かす『ガンダムビルドダイバーズ』の2種が存在する。実写ドラマとして『ガンダムビルドリアル』を配信。
ガンプラくん
2022年にテレビ特別編を放送。
ガンダムブレイカーシリーズ
ガンプラをモチーフとしたゲーム作品。パーツの組み合わせにより様々なオリジナルガンプラを作成できる。モバイルの販促向けにアニメ『ガンダムブレイカー バトローグ』も配信。
ガンプラ戦記 ジャブローズ・スカイ
『ゲッサン』（小学館）で連載されている、ガンプラをテーマにした漫画作品。
HGに恋するふたり
『ガンダムエース』で2020年1月号より連載されている漫画。30歳にしてガンプラ作りを始めたOLと、模型店を営む家に生まれた女子高生の交流を描く。
プラモ男子とプリチー女子-ミズオとイエナの1年戦争-

### ガンプラが登場する作品
これらとは別に、以下に記す作品をはじめ様々な作品でガンプラが登場している。
ケロロ軍曹
アニメや特撮のパロディも扱う本作では、地球侵略を企んでいるはずの宇宙人（ケロン人）・ケロロがガンプラに没頭しており、特にMG（マスターグレード）シリーズのキットを好んでいる。ガンプラ好きの作者の願望も含めて、キット化されていない機体を製作している描写もあり、実際に1/100スケールで販売されればかなりの大型キットとなるガンダム試作3号機や戦艦グワジンも登場する。グフは原作でケロロが要望した後に、そしてボール、アッガイ、ギャンはアニメ登場後にそれぞれ実際にMGのラインナップに加わった。
アニメ版はガンダムと同じサンライズが制作しているため、作中でも堂々と登場し、ガンプラを主題にした話も製作された。また「ケロロ軍曹」自体もバンダイがスポンサー・商品化を務めており、ちびケロ（ケロロの幼少期）の1/6プラモデルには同縮尺で外箱やランナーまで再現されたガンダムと、ザクのプラモデルが付属していた。
さらに劇場版第3弾ではMGのファーストガンダムを巨大化させケロロが乗ると言うシーンが存在する。
げんしけん
おたく系サブカルチャーをテーマに据えた中において登場。グフ制作が中心の話が掲載された。アニメ版では架空のロボットアニメのプラモデルに差し替えられている。
サイボーグクロちゃん
登場人物の1人である教師が暇さえあれば制作している。アニメ版ではGという作品である旨が語られる。
スクールランブル
登場人物の1人である女子高生が趣味としているという設定がある。
ハヤテのごとく!
登場人物の1人である教師が暇さえあれば制作している。
代紋TAKE2
1980年代が舞台であるため、当時流行した様々な文化や風俗の一つとして登場人物の一人である暴力団組長、江原真悟が暇つぶしに1/100MGガンダムを作っている。
バンビ〜ノ!
主人公・伴省吾が暇つぶしと現実逃避のためにMGシャア専用ザクとMGグフを制作している。
ガンオタの女
重度のガノタ（ガンダムオタク）であるキャリアウーマンの物語。さまざまな場面でガンプラが登場している。
リンキン・パーク
2003年に発表したシングル「Somewhere I Belong」のミュージック・ビデオにウイングガンダムをはじめ複数のモデルが登場している。
電車男
各実写作品中に中小スケールのガンプラが登場するシーンが登場している。
スーパーロボット大戦Operation Extend
ケロロ軍曹の搭乗機体としてガンプラを元に兵器化した「リアルPGガンダム」が登場する。